# Condado de Kitui
El condado de Kitui es un condado de Kenia.
Se sitúa en el sur del país. Su capital es Kitui. Otro núcleo importante es Mwingi. La población total del condado es de 1 012 709 habitantes según el censo de 2009.
Su extremo meridional está ocupado por parte del parque nacional de Tsavo East.

## Localización
Con un área de 30 496,5 km², tiene los siguientes límites:
| Noroeste: Condado de Tharaka-Nithi           | Norte: Condado de Meru       | Noreste: Condado del Río Tana |
| Oeste: Condado de Embu y Condado de Machakos |                              | Este: Condado del Río Tana    |
| Suroeste: Condado de Makueni                 | Sur: Condado de Taita-Taveta | Sureste: Condado del Río Tana |

## Transportes
La principal carretera del condado es la A3, que une Nairobi con Somalia pasando por Mwingi, Garissa y Dadaab. De la A3 sale hacia el sur la B7, que lleva a Kibwezi pasando por Kitui; al norte, la B7 lleva a Embu. Otras carreteras importantes son C93, C94, C96 y C97.